# ایگلینو (باشقیرستان)
ایگلینو (انگلیسی: Iglino, Bashkortostan) یک شهرک در شهرستان ایگلینسکی استان باشقیرستان کشور روسیه است.